# 李希揆
李希揆（？—？），號鹿胎，云南曲靖府南宁县人。明朝政治人物。

## 生平
天啓元年（1621年）辛酉科雲南鄉試舉人，二年（1622年）壬戌科進士。大理寺观政，授铜梁县令，有政声。六年补浙江海盐县知县，丁忧归。崇祯二年补孟县，澹靜慈惠，政簡刑清，民號李佛。兼精青烏家言，謂邑地青龍遜強處弱，又水奔不聚，遂建鎖水閣於縣東南五里，閣高五丈余。謂後科名當盛，且有入翰林者。後皆如言。盗魁李小泉聚众称稱王，希揆練民兵，出奇策生擒之。四年调河内县，五年擢吏部稽勋司主事，历验封司、考功司。吏科给事中曹履泰疏纠李希揆骤躐典铨，希揆嗾大珰王永祚使诬履泰下狱，论戍岭南。六年降湖广按察司知事，八年升南大理寺右评事。歸建興古書院於府治南宁县報恩寺側。卒年四十一。

## 家族
弟李思揆，善草書，雅與王覺斯善，書法亦瀕相類。